# Higher Meditation
 (mai 2020).
Albums de Anthony B
Suffering Man
(2006) True Rastaman
(2008)
Higher Meditation est un album du chanteur de reggae jamaïcain Anthony B, sorti en février 2007 sur le label Greensleeves Records.

## Présentation
- Si vous ne connaissez pas le sujet, laissez ce bandeau (vous pouvez alors contacter les auteurs).
- Si vous supprimez le contenu mis en cause (vous pouvez préalablement contacter les auteurs),

argumentez précisément cette suppression dans la page de discussion
(un manque de référence n'est pas un argument ; une recherche réelle de référence doit avoir été effectuée, être formellement documentée).
L'album présente un côté reggae traditionnel auquel est ajouté une sonorité dancehall apportant de la puissance sur certains morceaux. Ce savant mélange Reggae-Dancehall est assaisonné par une ambiance assez atmosphérique que l'on retrouve typiquement en fin d'album dans No Passa Passa, Smoke Weed Everyday ou encore Real Warriors qui clôture l'album avec force et qui est renforcé par la voix unique d'Anthony B.  
Higher Meditation est souvent considéré comme son meilleur album et son apogée artistique. 

## Liste des titres
| 1.    | Intro                               | 1:42 |
| 2.    | Higher Meditation                   | 4:19 |
| 3.    | Honour to Marcus (feat. Natty King) | 3:26 |
| 4.    | Nah Run from People                 | 3:33 |
| 5.    | Hold On                             | 3:12 |
| 6.    | Just Can't Live That Way            | 4:04 |
| 7.    | Ease Off                            | 3:04 |
| 8.    | One Chalice                         | 3:17 |
| 9.    | Tired of Waiting in Vain            | 3:24 |
| 10.   | Your Time Has Come                  | 4:27 |
| 11.   | Jah, Jah, Jah, Jah, Jah             | 3:19 |
| 12.   | Smoke Weed Everyday                 | 3:31 |
| 13.   | No Passa Passa                      | 3:38 |
| 14.   | Real Warriors (feat. Turbulence)    | 4:12 |
| 49:08 |                                     |      |

### Chroniques
- (en) Mr.T, « Anthony B – Higher Meditation (Reviews) », sur Reggae Vibes, 22 novembre 2018 (consulté le 1er mai 2020)
- Alexandre Tonus, « Anthony B – Higher Meditation (Chronique) », sur Reggaefrance.com, 28 mars 2007 (consulté le 1er mai 2020)